# 內親王
內親王，是日本女性皇族的一種封位，相當於「公主」的稱號，與之相等的是男性皇族的封位親王，地位高於女王。

## 歷史沿革
奈良時代起皇子設封位親王，皇女則設封位「內親王」。
日本在兩統迭立的南北朝時代，其中的北朝天皇取消「内親王」封位；安土桃山時代又恢復「内親王」，直到現今。
只要皇胤一出生，就可不需經過天皇敕封而依照性別稱為皇子或皇女，但內親王及親王並非出生即有封位，要經過「內親王宣下」及「親王宣下」，意即內親王及親王的封位須由天皇宣下敕封，若是未獲封位，就只能稱為皇女或皇子。

## 古代
親王的子女，男稱王、女稱女王，而內親王或女王的封位最多傳至五世以內。
古代的內親王，並非如現今一樣只是一個單純的封位和義務，古時的內親王，除了有如此稱號外，在內親王宣下的同時，還會同時被加封食邑、莊園及領地等等，因此經濟力量雄厚，有些格外受寵的內親王還會得到准三宮的殊寵，使的古代的內親王們即使不下嫁，也依然能過的逍遙自在，甚至以雄厚的經濟為資本在政局中獲得權勢，如鳥羽天皇和皇后藤原得子之女暲子內親王。
在鎌倉時代的源賴朝創立鎌倉幕府後，使的皇室地位低落，因此有很多皇女無法得到內親王的封位，自然也沒有雄厚的經濟後台，所以造成眾皇女們紛紛選擇遁入空門以獲得女院稱號，以便維持最基本的生活。而就算有幸能夠得到內親王的封位，這些內親王們依然不嫁，而且因皇族地位低落，使的內親王、女王及皇女們，一旦失去強而有力的監護人或翼護者（通常是父皇或生母、養母等），生活處境會變的更加艱困，而為了保護自己僅有的財產，不在自己死後被朝廷所充公，不婚的內親王們，會選擇收養養女，以便財產得以流傳下去，和無從付出的母愛能夠有所宣洩。
皇族地位低下，造成眾多皇子皇女，得不到親王及內親王的封位和食邑，就連上皇、法皇之子女，最多也只能被封為王或女王。自平安時代的嵯峨天皇朝開始，有皇女和皇子被降為臣籍的情形出現，因此一旦臣籍宣下，該皇女、皇子就不得再封為內親王、親王了。
內親王通常授與天皇嫡出的女兒（皇太子的姊妹）、大寶律令實施以前的皇女以及天皇嫡裔所生的女兒（天皇的孫女）。另外，天皇的姊妹也可稱為內親王（參照皇室典範第6、7條）。
女御誕下內親王，則會被稱為「皇女腹樣」。

## 婚姻
內親王与非皇室成员結婚在日本稱「降嫁」，如和宮降嫁。奈良時代以前，內親王若非終身未婚，就是嫁給近支皇族，比方說皇太子，或有可能即位為天皇的親王，及其他的王。此後一些內親王會嫁給臣下。

## 現今
目前皇室中有2位內親王：敬宮愛子內親王及佳子內親王。天皇明仁的女兒黑田清子（舊稱紀宮清子內親王）以及秋篠宫文仁亲王的长女小室真子（舊稱真子內親王）則分别在2005年、2021年随着下嫁平民而放棄皇室身分和內親王的稱號。
|  |            | 讀音   | 出生年月日                | 現年齢 | 與今上天皇的關係        | 世数 | 御称号 |
|  | ---------- | ------ | ------------------------- | ------ | ----------------------- | ---- | ------ |
|  | 愛子内親王 | あいこ | 2001年（平成13年）12月1日 | 23歲   | 第一皇女                | 一世 | 敬宮   |
|  | 佳子内親王 | かこ   | 1994年（平成6年）12月29日 | 30歲   | 皇侄女 / 文仁親王第二女 | 二世 |        |

## 近代內親王一覽
| 名     | 讀音   | 關係                  | 備註                                   |
| ------ | ------ | --------------------- | -------------------------------------- |
| 薫子   | しげこ | 明治天皇第2皇女       | （夭折）                               |
| 韶子   | あきこ | 明治天皇第3皇女       | （夭折）                               |
| 章子   | ふみこ | 明治天皇第4皇女       | （夭折）                               |
| 静子   | しずこ | 明治天皇第5皇女       | （夭折）                               |
| 昌子   | まさこ | 明治天皇第6皇女       | 竹田宮恒久王之妻                       |
| 房子   | ふさこ | 明治天皇第7皇女       | 北白川宮成久王之妻（戰後脫離皇籍）     |
| 允子   | のぶこ | 明治天皇第8皇女       | 朝香宮鳩彦王之妻                       |
| 聡子   | としこ | 明治天皇第9皇女       | 東久邇宮稔彦王之妻（戰後脫離皇籍）     |
| 多喜子 | たきこ | 明治天皇第10皇女      | （夭折）                               |
| 成子   | しげこ | 昭和天皇第1皇女       | 盛厚王之妻（戰後脫離皇籍）             |
| 祐子   | さちこ | 昭和天皇第2皇女       | （夭折）                               |
| 和子   | かずこ | 昭和天皇第3皇女       | 與鷹司平通結婚後脫離皇籍               |
| 厚子   | あつこ | 昭和天皇第4皇女       | 與池田隆政結婚後脫離皇籍               |
| 貴子   | たかこ | 昭和天皇第5皇女       | 與島津久永結婚後脫離皇籍               |
| 甯子   | やすこ | 三笠宮崇仁親王第1女子 | 與近衞忠煇結婚後脫離皇籍               |
| 容子   | まさこ | 三笠宮崇仁親王第2女子 | 與千宗室（裏千家第16代）結婚後脫離皇籍 |
| 清子   | さやこ | 上皇明仁第1皇女       | 與黑田慶樹結婚後脫離皇籍               |
| 真子   | まこ   | 秋篠宮文仁親王第1女子 | 與小室圭結婚後脫離皇籍                 |

## 資料來源
1. ↑  直系尊属の天皇から数えた数
2. ↑  『皇族 天皇家の近現代史』 小田部雄次 中公新書 2009